# Randy Livingston
Pour les articles homonymes, voir Livingston.
Randy Livingston, né le 2 avril 1975 à La Nouvelle-Orléans en Louisiane, est un joueur américain de basket-ball. Après sa carrière de joueur, avec 203 matchs de saison régulière de National Basketball Association (NBA), il entame une carrière d'entraîneur.

## Biographie
Livingston joue au lycée "Isidore Newman School" avec le célèbre quarterback Peyton Manning où il fut nommé "High School co-Player of the Year" en 1992 (avec Jason Kidd) et en 1993 (avec Rasheed Wallace). À sa sortie de Newman, Livingston rejoint l'université d'État de Louisiane, mais joue seulement 29 rencontres en deux saisons avec des moyennes de 10,4 points, 7,6 passes, 3,2 rebonds, 2,3 interceptions à cause de problèmes aux genoux. Il est sélectionné par les Rockets de Houston au deuxième tour (42e rang) de la draft 1996. Il est signé en tant qu'agent libre par les Hawks d'Atlanta lors de la saison 1997-1998. Il joue ensuite pour les Suns de Phoenix lors de la saison 1998-1999, signant de nouveau avec eux pour la saison suivante. Celle-ci est sa saison la plus consistante de sa carrière en NBA avec 79 matches, 14 minutes, 4,8 points, 1,6 rebond et 2,2 passes décisives.
Sa carrière évolue alors : il alterne désormais des passages en NBA et dans d'autres ligues, la Continental Basketball Association (CBA), la NBA Development League. Il est même sélectionné lors de draft 2005 de la All-American Professional Basketball League, mais la ligue fut dissoute la saison suivante. Il apparait sporadiquement (2 matches) pour les Warriors du Golden State lors de la saison suivante. Il joue pour les Supersonics lors de la saison 2001-2002 et jouant pour deux équipes de CBA. Il est nommé dans la CBA Second All-Star Team, second inq de la ligue, lors de la saison 1998-1999. Il évolue brièvement sous les couleurs des Hornets de La Nouvelle-Orléans lors de la saison 2002-2003, pour les Clippers de Los Angeles lors de la saison 2003-2004 et avec le Jazz de l'Utah lors de la saison 2004-2005, faisant cinq apparitions la saison suivante avec les Bulls de Chicago. Avant son passage à Chicago, il évolue en Europe lors de la saison 2005-2006 avec le club turc du Galatasaray puis retrouve une nouvelle fois le Stampede de l'Idaho.
Ses 12 points de moyenne par match lors de la saison 2006-2007 pour le Stampede le classent au 44e rang de la ligue et ses 10,5 passes décisives au 2e rang derrière Will Conroy.
Le 11 avril 2007, Livingston signe un contrat pour le reste de la saison avec les Sonics. Cela est dû aux blessures de Earl Watson et Luke Ridnour. Il termine finalement sa carrière de joueur après un nouveau passage chez le Stampede.
Il poursuit sa carrière dans le basket-ball en enchainant avec une carrière d'entraîneur, d'abord en tant qu'assistant, toujours avec le Stampede. En 2010, il devient entraîneur en chef de cette équipe.

## Palmarès
Il est élu lors de la saison 1998-1999 dans la deuxième équipe de la ligue, puis de nouveau lors de l'année 2004-2005. Il est champion de cette ligue en 2004-2005.
En 2006-2007, il est nommé NBA Development League Most Valuable Player Award pour sa saison avec le Stampede de l'Idaho, saison où celui-ci échoue en demi-finale face au Colorado 14ers sur le score de 94 à 91. Il termine cette saison avec le meilleur total de passes, 488 mais deuxième à la moyenne, tout comme l'année suivante avec 451 et premier avec une moyenne de 10,5. Lors de ces deux saisons, il est élu dans la All-NBADL First-team. En 2008, il remporte le titre de la NBA Development League avec le Stampede.